# Karl Hermann Knoke

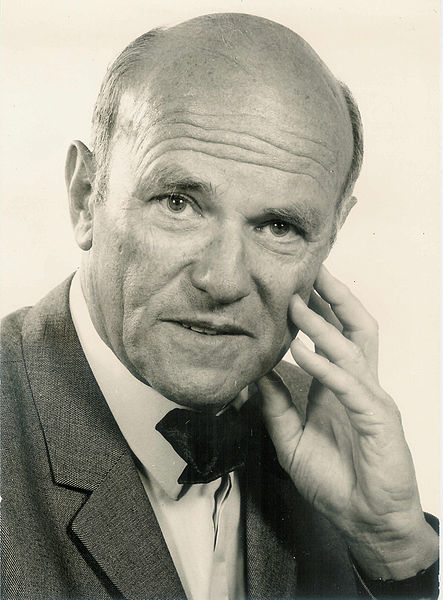
Karl Hermann Knoke (1964)

Karl Hermann Knoke (* 9. August 1909 in Königsberg (Preußen); † 28. Dezember 1994 in Bonn) war ein deutscher Jurist und Diplomat.

## Familie und Ausbildung
Karl Hermann Georg Paul Knoke wurde am 9. August 1909 im ostpreußischen Königsberg geboren als viertes Kind des damaligen außerordentlichen Professors für Öffentliches Recht Paul Knoke und seiner Ehefrau Elisabeth, Tochter von Hermann Knoke. Seine Rufnamen erhielt er von den Großvätern, beide Theologen. Karl Knoke war Professor an der Universität Göttingen und evangelischer Abt zu Bursfelde, Hermann Knoke Superintendent in Walsrode. Die Vorfahren stammten aus einer Familie von Dorfschullehrern in Linsburg im heutigen Landkreis Nienburg/Weser. Der Altphilologe, Heimatforscher und Hobby-Archäologe Friedrich Knoke war Bruder beider Großväter.
Die Familie zog 1915 während des Ersten Weltkrieges nach Braunschweig, wo Knoke eingeschult wurde. Im Jahr 1927 legte er ein ausgezeichnetes Abitur in Gmunden in Österreich ab. Knokes Vater war in hoher Position für Herzog Ernst August von Braunschweig tätig und ging mit diesem ins Exil nach Österreich. Der Herzog lebte auf Schloss Cumberland bei Gmunden. Nach der Schulzeit erlernte Knoke die französische Sprache am angesehenen Collège Sainte-Barbe in Paris. Es folgte ein Studium der Rechtswissenschaft in München, an der Sorbonne, in Berlin und Göttingen. Knoke war ein großer Bewunderer der französischen sowie der russischen Originalliteratur. 1931 legte er am Oberlandesgericht Celle die Referendarsprüfung ab, 1936 bestand er am gleichen Oberlandesgericht die Große juristische Staatsprüfung.

## Tätigkeiten in Wirtschaft und Verwaltung
Knoke strebte bereits in den 1930er Jahren eine Karriere als Diplomat an. Obschon er über exzellente Staatsexamina und Sprachkenntnisse verfügte, konnte er eine Stelle als Attaché nicht erlangen. Knokes Distanz zu den Nationalsozialisten und seine fehlende NSDAP-Zugehörigkeit standen einer Diplomatenlaufbahn entgegen. Auch ein Promotionsvorhaben zu einem Thema aus dem Völkerrecht entwickelte sich nicht günstig und musste aufgegeben werden. Sein Doktorvater Herbert Kraus war politisch nicht genehm und wurde zwangspensioniert. Nunmehr begann er seine berufliche Tätigkeit 1937 bei der Reichs-Kredit-Gesellschaft in Berlin.
Während des Zweiten Weltkrieges war er in Stabsstellungen in der Feindaufklärung eingesetzt, zuletzt im Rang eines Oberleutnants der Reserve. An der soldatischen Welt fand er wenig Interesse. 1941 vermählte er sich mit Ruth Gräfin zu Dohna-Schlodien, Tochter des Rechtswissenschaftlers, Hochschullehrers und DVP-Politikers Alexander Graf zu Dohna-Schlodien, und hatte mit ihr später vier Kinder. Seine Ehefrau war promovierte Physikerin und war ihm bereits aus der Kindheit in Königsberg bekannt. Ihre Schwester Dagmar heiratete den späteren Generalleutnant Wolf Graf von Baudissin, der maßgeblich am Aufbau der Bundeswehr beteiligt war und zu den führenden Friedensforschern zählte.
Nach dem Krieg wurde Knoke Beamter in der Finanzabteilung des Oberpräsidiums Hannover, aus welcher 1946 das Niedersächsische Finanzministerium entstand. 1945 wurde er zum Regierungsrat, 1947 zum Oberregierungsrat ernannt. In dieser Zeit war Knoke von seiner Familie häufig getrennt. Er lebte in Hannover und seine Frau mit den Kindern auf Schloss Marienburg, dem Wohnsitz Herzogs Ernst August von Braunschweig. Knoke wurde dann 1947 im Kreis Fallingbostel auf zwölf Jahre zum Oberkreisdirektor gewählt. Eine der primären Aufgaben Knokes war die Unterbringung von Flüchtlingen und Vertriebenen in der Nachkriegszeit. Die ökonomisch schlecht gestellte Bevölkerung war diesem Anliegen nicht immer positiv eingestellt.

## Die Zeit Knokes im Auswärtigen Amt
Knoke trat am 23. Oktober 1950 in das Auswärtige Amt ein. Zunächst wurde er nach Athen entsandt. Generalkonsul war dort Werner von Grundherr, Knoke wurde sein Stellvertreter. In Griechenland war die Erinnerung an den Balkanfeldzug noch wach, bei welchem das Deutsche Reich im Zweiten Weltkrieg 1941 das Land angriff. Die Wehrmacht verübte Kriegsverbrechen in Griechenland, so das Massaker von Distomo. Knoke setzte sich für die wirtschaftliche Zusammenarbeit ein und warb aktiv für deutsche Konzerne. 1954 wechselte er in die Bonner Zentrale des Auswärtigen Amtes und wirkte dort als Südosteuropa-Referent. Knoke übernahm von Otto Bräutigam kommissarisch die Leitung der Unterabteilung Ostpolitik.
Ab 1958 war er Gesandter und stellvertretender Botschafter in Moskau. Die diplomatischen Beziehungen mit der Sowjetunion bestanden erst seit wenigen Jahren. Knoke erlebte die Berlin-Krise im November 1958 in Moskau. Hier wurde die Familie ständig abgehört, und das vom KGB ausgesuchte Hauspersonal war zudem für Überwachung zuständig. Dieser Umstand war den Knokes durchaus bekannt, und man akzeptierte die Situation.
Knoke war ab 1963 Gesandter bei der Deutschen Botschaft in Paris. In dieser Zeit pflegte er Kontakt mit seinem Schwager Wolf Graf von Baudissin, der im NATO-Hauptquartier im nahe gelegenen Fontainebleau tätig war, wo er umfangreiche Kenntnisse in der internationalen Verteidigungspolitik erwerben konnte. Am 5. Oktober 1962 unterzeichnete er in Paris das Gründungsabkommen für die Europäische Südsternwarte (ESO) für Deutschland.
Im September 1965 erhielt er die Akkreditierung zum Botschafter in den Niederlanden. Auch in den Niederlanden spürte man die Auswirkungen des Zweiten Weltkrieges noch. Das Deutsche Reich griff im Westfeldzug 1940 die Niederlande an. Als die Kronprinzessin und spätere Königin Beatrix 1966 den Deutschen Claus von Amsberg heiratete, wurde die noch vorhandene Ablehnung der Deutschen im Volke mehr als deutlich.
Im Juni 1968 wurde Knoke als Nachfolger von Rolf Friedemann Pauls der zweite deutsche Nachkriegsbotschafter im 1948 gegründeten Staat Israel. Sein Vorgänger wirkte ab 1965 und wurde aufgrund des Holocaust nicht besonders freundlich aufgenommen. Die deutsche Öffentlichkeit solidarisierte sich während des Sechstagekrieges im Juni 1967 mit Israel, was später die Lage Knokes im Lande begünstigte. In Israel suchte die Familie besonders Kontakt zu den Jeckes, zu den Israelis deutscher Herkunft. 1971 folgte Jesco von Puttkamer Knoke als Botschafter.
In den Jahren 1971 bis 1974 war er während der Zeit der Militärdiktatur Botschafter in Brasilien, wo er als erster Botschafter in der neuen Hauptstadt Brasilia tätig war. Die wirtschaftlichen Interessen Deutschlands wurden befördert. Der Kontakt zu deutschen Tochtergesellschaften in Brasilien wurde gepflegt. So war Volkswagen do Brasil seit 1953 im Land tätig. Er wirkte ab Ende seiner Tätigkeit in Brasilien auch an der Dritten UN-Seerechtskonferenz mit. Im Jahr 1977 beendete Knoke seine berufliche Karriere.

## Ehrungen
- 1966: Großes Verdienstkreuz mit Stern der Bundesrepublik Deutschland
- 1968: Grosskreuz der Orden von Oranien-Nassau der Niederlande[8]